# Myosotis stricta
Myosotis stricta là loài thực vật có hoa trong họ Mồ hôi. Loài này được Link ex Roem. & Schult. mô tả khoa học đầu tiên năm 1819.